# Denis Colin
Denis Colin (* 24. Juli 1956 in Vanves) ist ein französischer Bassklarinettist und Komponist des World Jazz und Modern Creative.

## Leben und Wirken
Colin studierte am Konservatorium in Versailles und der Universität Vincennes Klarinette, Komposition und Musikwissenschaften, um sich dann vermittelt durch Jo Maka für den freien Jazz zu interessieren. Ab 1977 trat er mit Steve Lacy und Alan Silva auf. Zwischen 1979 und 1982 gehörte er zum Lehrkörper des Institute for Artistic and Cultural Perception. Er spielte mit Silvas Celestrial Communication Orchestra, in François Cotinauds Gruppe Texture, in Luc Le Masnes Bekummernis und bei François Tusques (seit 1988). 1991 gründete er ein eigenes Trio mit dem Cellisten Didier Petit und dem Perkussionisten Pablo Cueco, das sich zwischen Weltmusik und Jazz bewegte und seit 1995 auch zum Quintett Les Arpenteurs erweitert wurde. Teilweise hat das Trio auch im Anschluss an eine USA-Tournee mit Musikern der Minneapolis-Szene zusammengearbeitet. 2007 trat Colin mit der Sängerin Gwen Matthews auf dem Toronto Jazz Festival auf. 2009 gründete er seine großformatige Société des Arpenteurs, mit der er zwei Alben vorlegte und 2010 auch auf dem JazzFest Berlin konzertierte. Mit Chander Sardjoe war er 2011 auf Australien-Tournee.
Colin schrieb auch Theater- und Filmmusiken. Seit 2003 trat er gelegentlich mit Archie Shepp auf.

## Diskographische Hinweise
- Portrait for a small woman 1978, Desert Mirage, mit Alan Silvas Celestrial Communication Orchestra, IACP 1982
- Texture sextet 1981, Polygames, mit Itaru Oki, Bruno Girard, François Cotinaud, Pierre Jacquet, Michel Coffi 1983
- Clarinette basse Seul, 1990
- European Echoes mit Theo Jörgensmann, Albrecht Maurer, Christopher Dell, Wolter Wierbos, Benoît Delbecq, Bobo Stenson, Barre Phillips, Kent Carter, Klaus Kugel, 1999
- Étude de terrain, 1999
- Something in Common, 2001[1]
- Song for Swans, 2005
- Subject to Change, 2009
- Subject to Live, 2011